# Bohuslav Martinů
Bohuslav Martinů est un compositeur tchécoslovaque, naturalisé américain, né le 8 décembre 1890 à Polička (royaume de Bohême), mort le 28 août 1959 à Liestal (Suisse). Marqué à ses débuts par la musique française, celle de Maurice Ravel, Albert Roussel, Paul Dukas et surtout Claude Debussy, il reste toute sa vie enraciné dans la culture et le folklore tchèques tout en revendiquant l'héritage du madrigal anglais et du concerto grosso baroque. Il a composé une œuvre considérable avec plus de quatre cents numéros d'opus, dont un corpus imposant de pièces orchestrales, et largement méconnue en France. Sa profonde originalité et sa perfection d'écriture, dont témoignent son Double concerto pour cordes, son Concerto da camera et son Nonnette, inscrivent Martinů dans la grande tradition de la musique tchèque aux côtés de Dvořák, Janáček et Smetana.

## Biographie

### Enfance
Son père est le sonneur de cloches de la ville de Polička. Dès sa plus tendre enfance, il manifeste des dons pour la musique et apprend ensuite le violon chez J. Cernovsky, devenant même un prodige de cet instrument. Jeune, il entre au Conservatoire de Prague dans la classe de violon, mais finit par être renvoyé au bout de deux ans ; il s'y réinscrit dans la classe d'orgue, mais une deuxième fois il est renvoyé car il provoque un grave accident.
Ses premières compositions, en particulier pour le piano et datant de cette période (1910-1915), reflètent déjà les ambitions du compositeur par une grande richesse d'invention. 

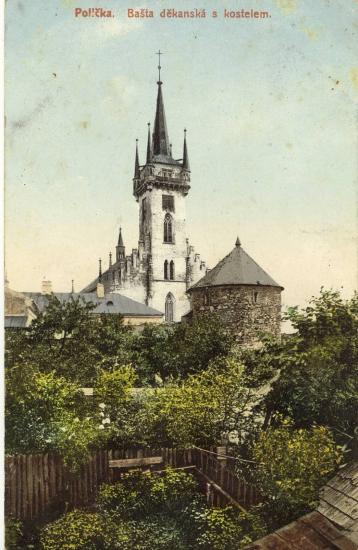
Tour de l'église de Polička, où Bohuslav Martinů est né

### Débuts
Il poursuit donc son chemin en autodidacte. En 1920, il est engagé comme second violon à l'Orchestre philharmonique tchèque (nouvellement créé en 1918) ; c'est là qu'il fait la connaissance du chef d'orchestre Václav Talich. Sa rencontre avec le compositeur et violoniste Josef Suk le marque à jamais. Après l'indépendance de l'État tchécoslovaque, Martinů a enfin l'occasion de partir à l'étranger. Il s'établit à Paris en 1923. Là, il devient le disciple d'Albert Roussel, et croise Arthur Honegger ; l'un et l'autre jouent un grand rôle dans son existence et sa musique.
Dans les années 1920-1930, il compose beaucoup pour le piano et la voix (des cycles de petites pièces, très souvent empruntées au folklore tchèque). Ses premiers grands succès datent du milieu des années 1930, avec notamment les Inventions pour piano et orchestre, commande du Festival de Venise (1934), Kytice (Le bouquet de fleurs, 1938) et, surtout, son premier opéra, Juliette ou la clé des songes (1938), créé au Théâtre National de Prague par Václav Talich. Il compose aussi en septembre 1935 pour la claveciniste Marcelle de Lacour son Concerto pour clavecin et petit orchestre, qu'elle joue pour la première fois en janvier 1936 à Paris.

### Émigration aux États-Unis, puis en France
À la suite de l'occupation allemande de la Tchécoslovaquie en mars 1939, il reste à Paris puis passe en zone libre en 1940, après avoir entendu la création à Paris de sa Première Sonate pour violoncelle et piano par Pierre Fournier le 19 mai 1940. Il part finalement pour les États-Unis, où il composa la majeure partie de ses œuvres pour orchestre entre 1942 et 1944. Il suscite l'admiration de chefs comme Artur Rodziński (à l'Orchestre philharmonique de New York), George Szell (à l'Orchestre de Cleveland) et Serge Koussevitzky (à l'Orchestre symphonique de Boston).
Entre 1942 et 1943, on lui commande un nombre impressionnant d'œuvres (environ vingt-cinq) rencontrant toutes le succès.
À la fin de la guerre, il souhaite revenir en Tchécoslovaquie, mais par deux fois, il est contraint d'y renoncer. Il ne peut plus jamais retrouver son pays natal. Il ne revient pas non plus aux États-Unis (seulement quelques brefs séjours en 1955-1957), mais se fixe en France, à Nice, à Paris ainsi qu'à Vieux-Moulin, dans l'Oise, où une maison porte une plaque commémorative, ou encore en Suisse, à Schönenberg. Sa Sixième Symphonie, écrite de 1953 à 1955, est dédiée à Charles Munch. En 1955, il dédie à Pierre Fournier la révision de son Premier Concerto pour violoncelle.
En 1957, il est lauréat du prix de Rome américain (Rome Prize) en composition musicale.
Il meurt d'un cancer le 28 août 1959 à Liestal, près de Bâle, en Suisse. Sa femme Charlotte est morte en 1978.
Les autorités de la République socialiste tchécoslovaque ont transféré et inhumé la dépouille de Martinů en 1979 à Polička, sa ville natale, avec l'accord et en présence de la veuve du défunt, contrairement aux dernières volontés de celui-ci. À cette occasion et dans le cadre du Printemps de Prague, le théâtre de Pilsen a présenté l'opéra de Martinů, Juliette ou la clé des songes.

## Œuvre
Martinů est avec Smetana, Dvorák et Janáček l'un des grands représentants de la musique tchèque ; il est également le plus connu des compositeurs de l'École de Paris (au sein de laquelle il a notamment côtoyé le hongrois Tibor Harsányi, le roumain Marcel Mihalovici ou le polonais Alexandre Tansman).
Il a laissé un imposant catalogue d'œuvres les plus diverses : sur environ 400 œuvres, on distingue 6 symphonies (commandées en majorité par des orchestres américains entre 1942 et 1945), plusieurs grandes fresques orchestrales (Mémorial pour Lidice, Fresques de Piero della Francesca, Paraboles...), environ 90 œuvres de musique de chambre pour ensembles divers (7 quatuors à cordes, des trios, duos et quintettes, Le Bouquet de Fleurs...), une douzaine d'opéras (Juliette, Mirandolina, La Passion grecque, Ariane...), près de 150 mélodies, des concertos (5 pour piano, 3 pour violoncelle, 2 pour violon, un Double concerto pour cordes, piano et timbales, une admirable Rhapsodie-concerto pour alto...) et une abondante littérature pour piano (Špalíček, Marionnettes, Miniatures, préludes, fantaisie et toccata, Études et polkas, Sonate...), toutes basées sur l'harmonie (des modulations fréquentes et « osées »), faisant de Martinů un compositeur très apprécié aux États-Unis et en France.
Harry Halbreich a publié en 1968 le catalogue chronologique de son œuvre comportant 387 numéros. On retrouve souvent la numérotation de cet auteur en guise d'opus.

### Musique de chambre
- Sonates pour violon et piano, H. 120, 152, 182, 208, 303
- Sonates pour violoncelle et piano, H. 277, 286, 340
- Sonate pour flûte et piano, H. 306
- Trios pour piano et cordes, H. 193, 275, 327, 332
- Quintette à cordes, H. 164
- Quintette pour piano et cordes, H. 298
- Sextuor à cordes, H. 224
- Sérénade pour violon, alto, violoncelle et deux clarinettes, H. 334
- Revue de cuisine, H. 161
- Quatuor à cordes :
  - Quatuor à cordes no 1, H. 117 (1918 Polička)
  - Quatuor à cordes no 2, H. 150 (1925 Paris)
  - Quatuor à cordes no 3, H. 183 (1929 Paris)
  - Quatuor à cordes no 4, H. 256 (1937 Paris)
  - Quatuor à cordes no 5, H. 268 (1938 Paris)
  - Quatuor à cordes no 6, H. 312 (1946 New York)
  - Quatuor à cordes no 7 Concerto da camera, H. 314 (1947 New York)
- Quatuor pour piano et cordes, H. 287

### Opéras
- Voják a tanečnice, H. 162 (Polička, Paris 1926-27)
- Les Larmes du couteau, H. 169 (1928 Paris)
- Tři přání, H. 175 (Paris 1928-1929)
- Comédie sur le pont, H. 247 (1935 Paris)
- Divadlo za branou (Théâtre de banlieue), opéra-ballet, H. 251 (1936 Paris)
- Juliette ou la Clé des songes (Julietta), version française originale), H. 253 (1937 Paris)
- Alexander bis (Alexandre Bis, Alexander Twice), opera buffa in 1 act, H. 255 (1937 Paris)
- De quoi vivent les hommes ?, H. 336 (1952 New York)
- Le Mariage, H. 341 (1952 New York)
- Plainte contre inconnu, H. 344 (1953 Nice)
- Mirandolina, opéra comique en 3 actes, H. 346 (1953 Nice)
- Ariane, H. 370 (1958 Schönenberg-Pratteln)
- La Passion grecque, H. 372 (1957)

### Oratorio
- L'Epopée de Gilgamesh, H. 351 (1955 Nice)

## Hommages
L'astéroïde (3081) Martinůboh, découvert en 1971, est nommé en son honneur.

## Filmographie
- Bohuslav Martinu, d'Edmond A. Lévy (52 minutes, France 3). 1987
- H.136 d'Olivier Segard (écrit par Karine Lethiec) (26 minutes, Alpha, 2009) avec l’Ensemble Calliopée et notamment Harry Halbreich[2] d'Olivier Segard